# Giovanni Leone
Giovanni Leone (3. listopadu 1908 – 9. listopadu 2001) byl italský politik, právník a univerzitní profesor. Leone, zakládající člen Křesťanské demokracie (DC), sloužil od prosince 1971 do června 1978 jako šestý prezident Itálie.
Krátce také působil od června do prosince 1963 jako 37. premiér a znovu od června do prosince 1968. Od května 1955 do června 1963 byl také předsedou Poslanecké sněmovny.
Leone byl prvním italským prezidentem, který rezignoval kvůli skandálu. V roce 1978 byl obviněn z úplatkářství, nicméně tato obvinění byla později prohlášena za nepravdivá a Leone byl těchto obvinění zcela zproštěn.